# Cassius (cocodrilo)
Cassius fue un ejemplar de cocodrilo de agua salada macho (Crocodylus porosus) que fue reconocido previamente por el Libro Guinness de los Récords como el cocodrilo más grande del mundo en cautiverio en 2011. El animal medía 5,48 m de largo, pesaba aproximadamente 998 kg. Mantenido en Marineland Crocodile Park, un zoológico en Green Island, Queensland, Australia, hasta su fallecimiento en noviembre de 2024. Cassius fue reconocido oficialmente por el Libro Guinness en 2011, pero perdió el título en 2012 ante Lolong, un cocodrilo de agua salada de 6,17 m (20 pies 3 pulgadas) capturado en el sur de Filipinas. Cassius nuevamente tuvo el récord desde la muerte de Lolong en 2013.
El cocodrilo, al que le faltaba la punta del hocico, la pata delantera izquierda y la punta de la cola, fue bautizado en honor a Cassius Clay, nombre de nacimiento del legendario boxeador Muhammad Ali.

## Captura
Cassius era conocido como un animal problemático que atacaba barcos en el río Finniss del Territorio del Norte y fue capturado en 1984. Tres años más tarde, fue llevado a Green Island por el cazador de cocodrilos George Craig, quien había abierto Marineland Melanesia en 1969. En el momento de su introducción en el zoológico, Cassius medía 5,30 m.